# Alva Rehn
Alva Josefina Rehn, född 13 augusti 1878 i Norrköping, död 7 juni 1954 i Stockholm, var en svensk målare. 
Hon var dotter till ingenjören Johan Edvard Grönlund och hans hustru Augusta Fredrika och från 1910 gift med grosshandlaren Axel Rehn och mor till konstnären Nils Rehn. Hon började måla omkring 1940 efter att hennes make avlidit. Före sitt giftermål företog hon en omfattande mängd resor i utlandet och bodde periodvis under 15 år utomlands och 1895 kom hon till England där hon vistades i fem år därefter vistades hon i Portugal, Ryssland och Frankrike. När hon tog upp målandet återvände hon i fantasin till de platser hon besökt. Hon bedrev självstudier under fem år som ledde till ett intensivt skapande av målningar som visades upp offentligt första gången 1944. Hon medverkade i samlingsutställningar med Östgöta konstförening från 1944 och i utställningen God konst i hemmiljö på Nationalmuseum i Stockholm 1945. Hennes konst består av skildringar från den ryska revolutionen som hon bevittnade med egna ögon, minnesbilder från sina resor, stilleben och landskap. Hon målade sina tavlor med en blandning av akvarell och pastell där hon genom att sudda akvarellfärgen med bomullstussar över pastellfärgen fått fram en skiftning i färgerna. Alva Rehn är gravsatt på Västra griftegården i Linköping.